# Александрув-Лодзький (гміна)
Гміна Александрув-Лодзький (пол. Gmina Aleksandrów Łódzki) — місько-сільська гміна у центральній Польщі. Належить до Зґерського повіту Лодзинського воєводства.
Станом на 31 грудня 2011 у гміні проживало 29068 осіб.

## Площа
Згідно з даними за 2007 рік площа гміни становила 115.58 км², у тому числі:
- орні землі: 60.00%
- ліси: 26.00%

Таким чином, площа гміни становить 13.54% площі повіту.

## Населення
Станом на 31 грудня 2011:
| Опис     | Загалом | Загалом | Чоловіки | Чоловіки | Жінки | Жінки |
| -------- | ------- | ------- | -------- | -------- | ----- | ----- |
| одиниця  | осіб    | %       | осіб     | %        | осіб  | %     |
| все      | 29068   | 100     | 13886    | 47.77    | 15182 | 52.23 |
| міське   | 21155   | 100     | 9936     | 46.97    | 11219 | 53.03 |
| сільське | 7913    | 100     | 3950     | 49.92    | 3963  | 50.08 |

## Сусідні гміни
Гміна Александрув-Лодзький межує з такими гмінами: Далікув, Зґеж, Зґеж, Константинув-Лодзький, Лютомерськ.